# Port lotniczy Okushiri
Port lotniczy Okushiri (jap. 奥尻空港 Okushiri Kūkō; IATA: OIR, ICAO: RJE0) – port lotniczy położony na wyspie Okushiri, w Japonii.